# Phyllodoce duplex
Phyllodoce duplex är en ringmaskart som beskrevs av William Carmichael McIntosh 1885. Phyllodoce duplex ingår i släktet Phyllodoce och familjen Phyllodocidae. Inga underarter finns listade i Catalogue of Life.